# Bâtiments du Roi
Sob o Ancien Régime em França, a administração dos Bâtiments du Roi ou Edifícios do Rei, dependente do departamento da Casa do Rei, era principalmente responsável pelas obras encomendadas pelo soberano, nas suas residências em Paris ou arredores.

## História
A superintendência de edifícios foi criada por Henrique IV e confiada por ele a Sully, para acabar com a situação anterior em que cada residência real tinha seu próprio superintendente. O superintendente era auxiliado por um intendente e um controlador geral.
Durante o século XVII, os poderes do Superintendente de Edifícios estenderam-se às fábricas de tapeçarias, à Imprensa Real, ao Jardim Real (futuro Jardin des Plantes) e o seu título foi modificado em conformidade: em 1664, Jean-Baptiste Colbert é assim "superintendente e diretor geral de edifícios, artes, tapeçarias e manufaturas da França".
Pela importância de suas atribuições e pela personalidade excepcional de vários dos titulares da função, o superintendente adquire um grau quase equivalente ao de um ministro. Por ordens régias, exerceu uma influência considerável na vida artística de seu tempo e na evolução do gosto.
Em 1708, o serviço foi reconduzido ao posto de direção geral. Retomou o seu nome de superintendência em 1716, antes de recuperar o de direção geral em 1726. A partir desta data, a função deixa de ser encargo para se tornar uma simples comissão, revogável ad nutum. O título mais comum é "diretor e diretor geral de edifícios, jardins, artes, academias e fábricas reais".

## Organização
A administração do edifício emprega entre 250 e 300 pessoas, com um orçamento que varia entre 14 milhões (1685) e 1,2 milhões de libras (1709).
O Diretor Geral é assistido pelo Primeiro Arquiteto do Rei e o Primeiro Pintor do Rei. Até 1776, teve sob suas ordens vários intendentes gerais, organizadores gerais e controladores gerais; depois de 1776, havia três intendentes, um arquiteto comum, um inspetor geral e quatro controladores. Oficiais de construção também são designados para cada casa real.